# Wölflinswil
Wölflinswil (schweizertyska: Wölfliswil) är en ort och kommun i distriktet Laufenburg i kantonen Aargau, Schweiz. Kommunen har 1 041 invånare (2023).